# Георгина, Мария Александровна
Мари́я Алекса́ндровна Гео́ргина (12 июля 1920, Верхнее Акчерино, Козьмодемьянский уезд, Казанская губерния — 19 октября 1990, Йошкар-Ола, Марийская ССР) — марийский советский учёный-литературовед, театровед, журналист, комсомольский работник. Основоположник марийского театроведения. Министр просвещения Марийской АССР (1952—1954). Заместитель директора, учёный секретарь Марийского НИИ (1954—1969). Кандидат филологических наук (1952). Член КПСС.

## Биография
Родилась 12 июля 1920 года в д. Верхнее Акчерино ныне Горномарийского района Марий Эл в крестьянской семье. Окончила МГПИ им. Н. К. Крупской (1942), Высшую партийную школу при ЦК ВКП(б) (1945). Работала секретарём Марийского обкома ВЛКСМ, заместителем главного редактора газеты «Марийская правда» (1945).
В 1948—1951 годах училась в аспирантуре Академии общественных наук при ЦК КПСС. В 1952 году защитила диссертацию на тему «Драматургия К. Симонова» на соискание учёной степени кандидата филологических наук. Работала заведующей кафедрой русской и зарубежной литератур в Марпединституте, в 1952—1954 годах была министром просвещения Марийской АССР.
В 1954—1969 годах — заместитель директора, учёный секретарь, заведующая секторами литературы и фольклора МарНИИ. С 1970 года —заведующая сектором искусств МарНИИ.
Умерла 19 октября 1990 года.

## Литературоведческая и театроведческая деятельность
М. Георгина известна как критик-литературовед и искусствовед, автор нескольких десятков литературно-критических статей по проблемам драматургии. Её по праву называют основателем профессионального театроведения в Марийской республике. Автор монографии «Марийский драматический театр» (1979).
Ею написаны творческие портреты известных марийских драматургов, выдающихся актёров и режиссёров марийского театра: А. Маюк-Егорова, Н. Календера, А. Филипповой, А. Страусовой и др. Она также является одним из создателей 2-томного исследования «Очерки истории марийской литературы» (1960—1963), куда вошли её работы «Марийская литература послевоенного периода (1945—1953)», «Марийская литература на современном этапе (1954—1961)».
Написала ряд обзорных статей о марийской драматургии, рецензии на новые постановки в газетах «Марий коммуна» и «Марийская правда». Ею написаны разделы о марийской драматургии для «Истории советского драматического театра» (Т. 1—6. — М., 1966—1971).
Благодаря ей было исследовано и оценено литературное наследие одного из горномарийских классиков — Н. Ильякова. Эти работы были опубликованы в специальном издании «Труды МарНИИ». В последние годы работала литературным консультантом по горномарийской литературе в Союзе писателей Марийской АССР.

## Основные литературоведческие и театроведческие работы
Далее представлены основные литературоведческие и искусствоведческие работы М. Георгиной:
- Проза Н. Ильякова // Труды МарНИИ. — Йошкар-Ола, 1956. — С. 119—134.
- Война деч варасе марий драматургийыште конфликт-влак нерген // Ончыко. — 1957. — № 6. — С. 86—93.
- Поэтическое творчество Н. Ильякова // Труды МарНИИ. — Йошкар-Ола, 1957. — С. 51—76.
- О некоторых вопросах национальной специфики марийской литературы; Марийская драматургия послевоенных лет // Труды МарНИИ. — Йошкар-Ола, 1958. — С. 42—89.
- Никандр Филиппович Ильяков: жизнь и творчество // Очерки истории марийской литературы. Ч. 2. — Йошкар-Ола, 1960. — С. 358—408.
- У тÿнгалтыш уло // Ончыко. — 1962. — № 3. — С. 64—72.
- Кумло ий театрын сценыштыже // Ончыко. — 1962. — № 6. — С. 110—111.
- Марийская литература послевоенного периода (1946—1953 годы); Современная марийская литература (1954—1961 годы) // Очерки истории марийской литературы. Ч. I. — Йошкар-Ола, 1963. — С. 209—331.
- А. Маюк-Егоров. 1905—1938 // Ончыко. — 1966. — № 4. — С. 83—88.
- Н. Календер // Марийская литература, искусство и народное творчество. —Йошкар-Ола, 1966. — С. 91—105.
- Анастасия Гавриловна Страусова. — Йошкар-Ола, 1968. — 28 с.
- Горький и марийский театр // М. Горький и марийская литература. —Йошкар-Ола, 1968. — С. 51—54.
- Творческие связи чувашского и марийского театров // Ученическая запись ЧувашНИИ. — Чебоксары, 1969. — С. 29—35.
- Кок Салика // Ончыко. — 1969. — № 6. — С. 87—89.
- Марийский театр // История советского драматического театра. — М., 1966—1971. Т. 1: 1917—1920, С. 368—372; Т. 2: 1921—1925. С. 375—378; Т. 3: 1926—1932. С. 500—506; Т. 4: 1933—1941. С. 529—537; Т. 5: 1941—1953. С. 568—584; Т. 6: 1953—1967. С. 532—541.
- Марийский драматический театр: страницы истории (1917—1978). — Йошкар-Ола, 1979. — 188 с.
- Актёр и драматург [К. Коршунов]; Писатель и общественный деятель [М. Рыбаков] // Восхождение. — Йошкар-Ола, 1984. — С. 101—119, 197—215.
- Первый марий режиссёр; Мондалтдыме вашлиймаш; Онгай рольжо шуко; Сенгымаш шке ок тол // Илышын воштончышыжо: шарнымаш, статья, почеламут-влак. — Йошкар-Ола, 1994. — С. 91—96, 97—101, 207—211, 230—233.

## Награды
- Орден «Знак Почёта» (1951)[4]
- Медаль «За доблестный труд. В ознаменование 100-летия со дня рождения Владимира Ильича Ленина»
- Почётная грамота Президиума Верховного Совета Марийской АССР (1946, 1947, 1967, 1970)[4]